# Doru Ana
Doru Ana (n. 28 februarie 1954, București, România – d. 11 octombrie 2022, București, România) a fost un actor român de teatru și film.

## Biografie
S-a născut în București la 28 februarie 1954. A avut un rol memorabil, nea Gili - proprietarul bufetului, în filmul Terminus Paradis (1998). A absolvit Institutul de Artă Teatrală și Cinematografică din capitală, promoția 1980, la clasa profesorilor Olga Tudorache și Florin Zamfirescu. Ca actor de teatru a interpretat peste 50 de roluri, pe scenele unor teatre precum Bulandra, Comedie, Național, Creangă. A fost și profesor la UNATC. Doru Ana a decedat la 11 octombrie 2022.

## Filmografie[6]
- Viraj periculos (1983)
- Rîdeți ca-n viață (1985)
- Primăvara bobocilor (1987)
- Flăcări pe comori (1988)
- Drumeț în calea lupilor (1990)
- Marea sfidare (1990)
- Crucea de piatră (1994)
- Stare de fapt (1995)
- Prea târziu (1996)
- Omul zilei (1997)
- Terminus Paradis (1998)
- Orașul fantomă (1999) – pistolarul
- Marfa și banii (2001)
- Occident (2002)
- Moartea domnului Lăzărescu (2005)
- Schimb valutar (2008)
- Nunta mută (2008)
- Medalia de onoare (2009)
- Visul lui Adalbert (2011)
- Pariu cu viața (2011-2013), serial TV
- O nouă viață (2014), serial TV
- Carmen (2013)
- Umbre (2014), serial TV
- Fructul oprit (2018-2019), serial TV
- Adela (2021-2022), serial TV